# متحف برلين المصري

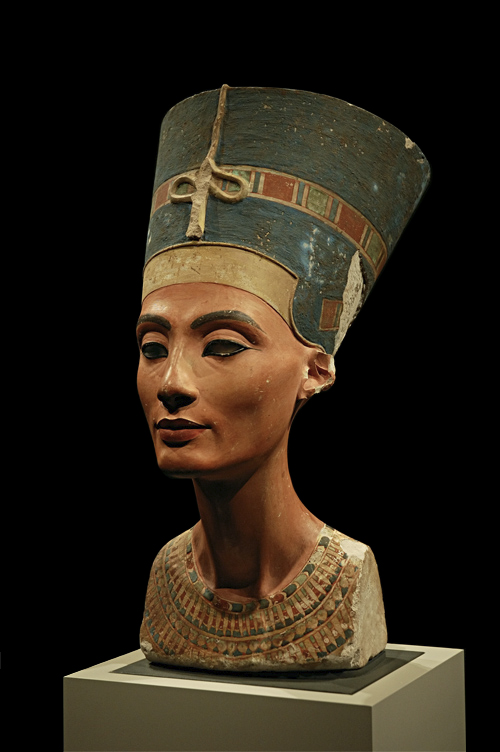
تمثال نفرتيتي.

متحف برلين المصري (بالألمانية Ägyptisches Museum und Papyrussammlung) متحف يحوي بعض أهم المجموعات الأثرية المصرية القديمة في العالم.
بدأ المتحف مع مجموعة مقتنيات للملوك البروسيين. اقترح ألكسندر فون هومبولت إنشاء قسم مصري خاص، وأحضرت أول الأثار إلى برلين في 1828 خلال حكم فريدريش فيلهلم الثالث. أشهر معروضات المتحف تمثال للملكة نفرتيتي محفوظ بشكل جيد وملون بوضوح. نقلت محتوياته من Charlottenburg إلى المتحف القديم Altes Museum في 2005.

## مصدر
- (English language)

## وصلات خارجية
- Staatliche Museen zu Berlin: Egyptian Museum and Papyrus Collection نسخة محفوظة 2 يوليو 2010 على موقع واي باك مشين.
- Neues Museum Berlin
- Society for the Promotion of the Egyptian Museum Berlin